# Longtze Premier

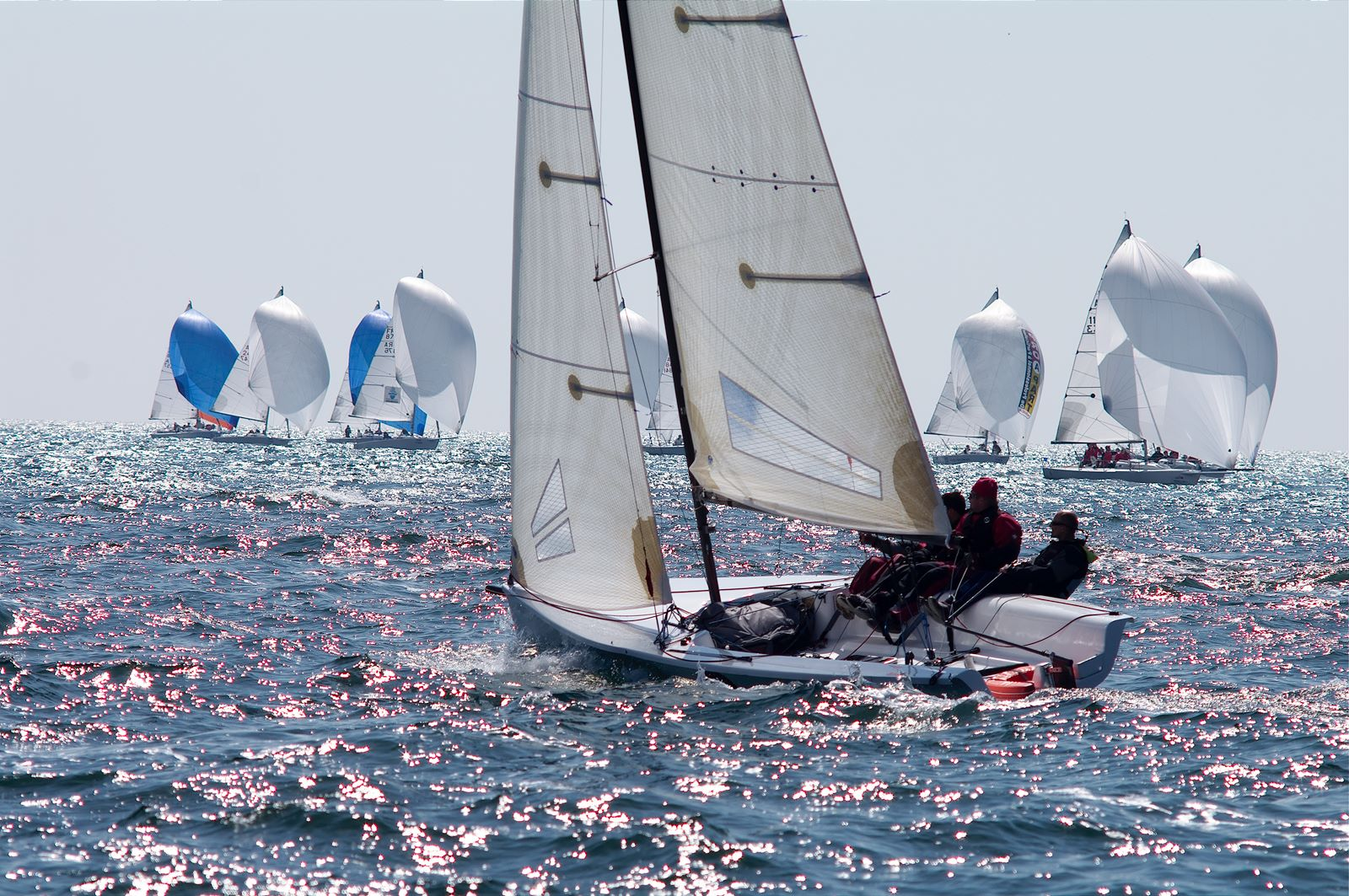
Longtze Premier bei einer Wettfahrt

Die Longtze Premier ist eine Segelyacht, die hauptsächlich im Regattasport Verwendung findet.

## Geschichte
Das Sportboot wurde vom neuseeländischen Schiffsbauer Steve Thompson entworfen, wobei auch Erkenntnisse des Americas Cup Teams Le Defi/Team China mit einflossen.
Die Longtze Premier ist für ein Kielboot sehr schnell und wird mit Großsegel, Fock und Gennaker gefahren. Die Mannschaft besteht aus drei bis fünf Personen und darf bei Regatten ein Gesamtgewicht von 344 Kilogramm nicht über- und 314 Kilogramm nicht unterschreiten.

## Regatten
Die Longtze-Regatten sind online ausgeschrieben und finden in Deutschland, der Schweiz, Italien, Frankreich und Monaco statt.